# Justicia pampolystachys
Justicia pampolystachys är en akantusväxtart som beskrevs av Emery Clarence Leonard. Justicia pampolystachys ingår i släktet Justicia och familjen akantusväxter. Inga underarter finns listade i Catalogue of Life.